# Vespa (insecte)
Frelon, Talène
Ne doit pas être confondu avec Guêpe.
Pour les articles homonymes, voir Vespa (homonymie) et Frelon (homonymie).
Genre
Vespa est un genre d'insectes sociaux, de la famille des Vespidae, sous-famille des Vespinae, communément appelés frelons (ou talènes en Suisse romande). Toutes les espèces sont originaires d'Asie mais certaines se sont répandues sur plusieurs continents, anciennement et naturellement ou à la suite d'introductions récentes.

## Description
Pouvant atteindre 45 mm de longueur, les frelons sont les plus grands insectes eusociaux. Les frelons se distinguent des autres vespidés par la largeur plus importante de leur vertex (partie de la tête derrière les yeux) et par leur gastre arrondi (la section de l'abdomen juste derrière la « taille de guêpe »). Le frelon serait, parmi les hyménoptères, celui dont la piqûre est la plus douloureuse, mais (contrairement à une idée reçue) pas plus dangereuse qu'une piqûre de guêpe ou d'abeille,. De plus, le frelon est assez pacifique et n'attaque qu'en dernier recours, aux environs de son nid (moins de trois mètres) ou lorsqu'il est directement agressé. Néanmoins la piqûre est particulièrement douloureuse à cause d'un taux plus important d'acétylcholine et certaines espèces non-européennes comme Vespa mandarinia japonica font toutefois bel et bien partie des insectes au venin le plus virulent et mortel.

## Répartition et habitat

Carte de l'Asie du Sud-Est.

Toutes les espèces de frelons sont présentes en Asie. L'Asie du Sud-Est regroupe même l'ensemble des espèces à l'exception de Vespa crabro qui est présent dans le nord de l'Asie. En revanche, l'étendue des aires de répartition peut être très variable. Certaines espèces sont endémiques de régions assez restreintes, comme Vespa luctuosa et Vespa philippinensis aux Philippines ou Vespa fervida sur les îles de la Sonde (Indonésie). D'autres se sont répandues sur plusieurs continents, comme Vespa orientalis présent aussi en Afrique, en Europe et au Moyen-Orient. L'aire la plus importante revient à Vespa crabro, présent sur quatre continents : Europe, Asie, Afrique et désormais en Amérique.
Plusieurs espèces ont été accidentellement introduites sur de nouveaux territoires où elles ne sont pas indigènes : Vespa crabro désormais répandu en Amérique du Nord, Vespa velutina qui a envahi une grande partie de l'Europe occidentale, aussi introduit en Corée du Sud, ainsi que Vespa orientalis et Vespa bicolor qui se sont bien établis dans le sud de Espagne. Une étude signale aussi la présence de Vespa soror au nord de l'Espagne en 2022 et 2023. Vespa mandarinia et Vespa simillima ont été un temps signalés ponctuellement dans l'ouest de l'Amérique du Nord mais ne se sont finalement pas établis.

## Phéromone de reconnaissance et de défense groupée

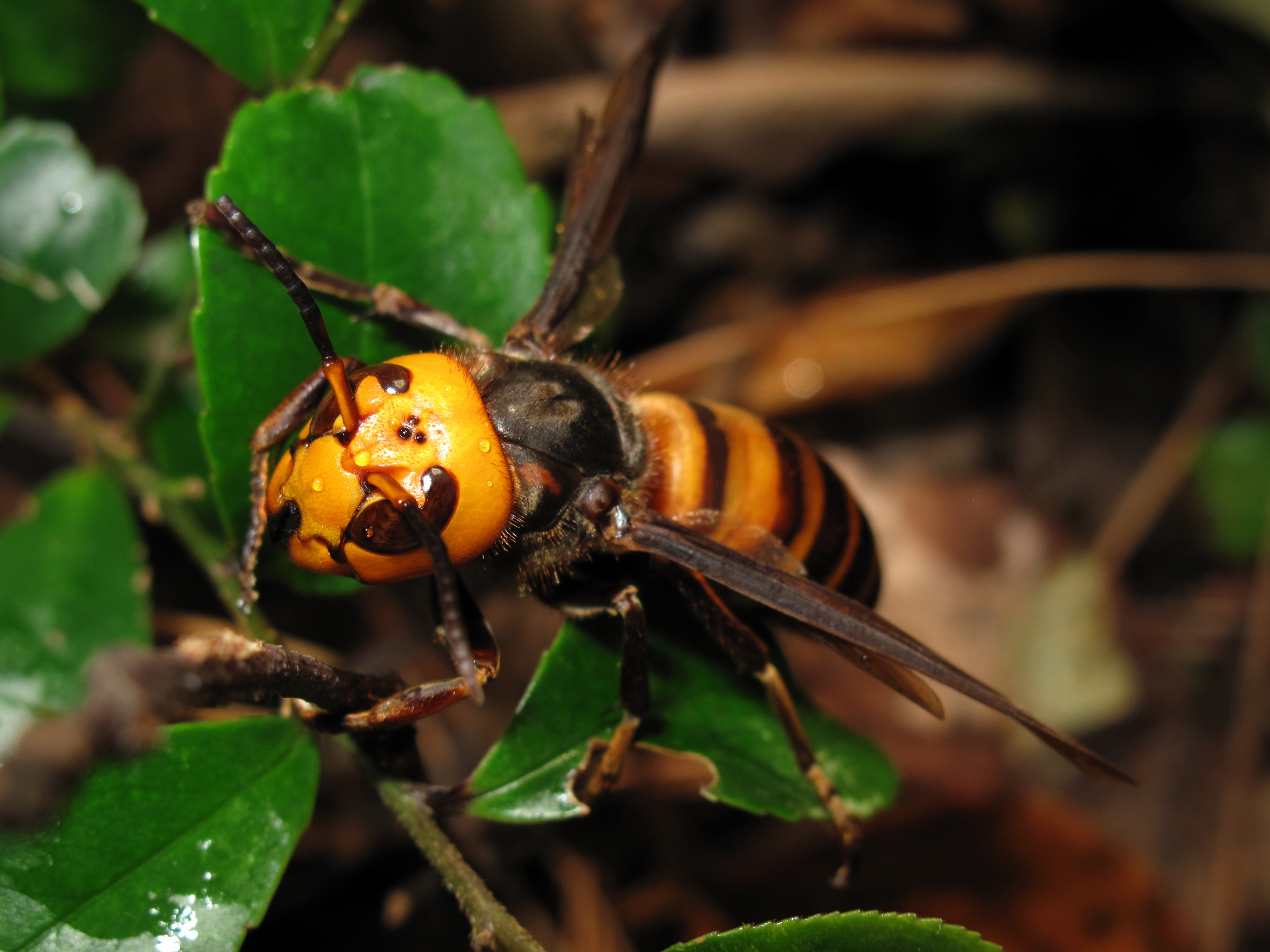
Femelle Vespa mandarinia japonica

Les cuticules de ces insectes sécrètent des hydrocarbures cuticulaires qui sont des phéromones de reconnaissance intra coloniale. Chaque colonie a ainsi sa propre signature chimique et il a été montré que des colonies différentes peuvent chasser devant les mêmes ruchers.
Comme beaucoup de guêpes et abeilles sociales, les membres disponibles d’une colonie entière peuvent être mobilisés pour piquer en défense du nid, ce qui est extrêmement dangereux pour l'homme et les autres animaux. La phéromone permettant l’alerte et une attaque groupée est libérée en cas de menace pour le nid. 
Dans le cas du frelon géant (Vespa mandarinia), la même hormone sert à regrouper les frelons qui attaquent des colonies de leurs proies (abeilles mellifères et d'autres espèces de Vespa). Trois produits chimiques biologiquement actifs ont été identifiés : le 2-pentanol, le 3-méthyl-1-butanol et le 3-méthylbutanoate de 1-méthylbutyle pour cette espèce. Lors d'essais sur le terrain, le 2-pentanol seul a déclenché une réaction d'alarme et un comportement défensif légers, mais en ajoutant les deux autres composés, l'agressivité a été plus marquée et synergiquement pour le groupe exposé. Chez le frelon européen (Vespa crabro), le principal composé de la phéromone d'alarme est le 2-méthyl-3-butène-2-ol. 
Un frelon tué assez près d'un nid peut libérer des phéromones susceptibles de déclencher une attaque de la part d’autres frelons. Des matériaux imbibés ou porteurs de cette phéromone (vêtements, peau et proies ou frelons morts) peuvent aussi déclencher une attaque, ainsi que quelques arômes alimentaires (arômes de banane, de pomme et alcools C5 et C10).

## Alimentation
Les frelons adultes, comme certaines espèces proches (guêpes jaunes (en) par exemple) se nourrissent de nectar et d'aliments végétaux riches en sucre, mais ne sont pas considérés comme des pollinisateurs importants. Ils se nourrissent notamment de sève (de chênes par exemple), de fruits sucrés abimés (dans les vergers où ils recherchent les fruits tombés, trop mûrs ou en décomposition), de miel et de divers autres aliments sucrés. Pour consommer le fruit, ils y forent souvent un trou dans la peau puis y entrent pour s’immerger presque entièrement dans leur pulpe sucrée. Arracher ou secouer ou écraser accidentellement un fruit contenant un ou des frelons peut éventuellement provoquer une attaque.
Pour nourrir leur progéniture, les adultes attaquent divers insectes ou arachnides, qu'ils tuent par des piqûres et avec leurs puissantes mâchoires - y compris des insectes plus gros qu’eux (sauterelles, criquets, mantes  et catydidés)… La victime est ensuite mastiquée et régurgitée ou donnée sous forme de boulette aux larves se développant dans le nid ; elle n'est pas consommée par les frelons adultes. Les larves de frelons produisent une sécrétion sucrée et riche en acides aminés, collectée et consommée par les ouvrières et donnée aux reines. Le frelon asiatique peut s'avérer nocif pour l'écosystème compte tenu de ses propriétés invasives : il attaque notamment les abeilles à miel, car la configuration des ruches facilite son accès (comme un distributeur de nourriture) et contribue au syndrome d'effondrement des colonies d'abeilles. Ce frelon est de ce fait considéré comme un nuisible de premier ordre auprès de la profession apicole. A contrario, le frelon européen se nourrit d’espèces nuisibles sans avoir un impact important sur les ruches apicoles.

## Systématique
- Le genre Vespa a été décrit par le naturaliste suédois Carl von Linné en 1758.
- L'espèce type pour le genre est Vespa crabro Linné, 1758[10].

### Synonymie
- Nyctovespa van der Vecht, 1959, dont l'espèce type est Vespa binghami du Buysson, 1905[11].

### Noms vernaculaires
Le genre Vespa contient de nombreuses espèces, souvent appelées « frelons », et parfois avec un nom vernaculaire pour quelques espèces (frelon européen, frelon asiatique, frelon géant…). Toutefois un certain nombre espèces n'ont pas de nom attribué en français.
Par ailleurs selon les pays et les régions d'autres termes peuvent être utilisés pour désigner ces insectes :
- alabroun, cabrian, garabroun en provençal[12] ;
- arcier ou lombard dans la Nièvre[13] ;
- beurgaud, burgaud ou bergaou en poitevin[14] ;
- gorle en Bourgogne[15],[16] ;
- guêpe de saule dans l'Yonne ;
- guichard ou cul-jaune dans l'est de la France et le Morvan ;
- sardon en breton[17] ;
- talène (ou taleine) en vaudois[18] ;
- tône lombarde en langues romanes[19] .

### Liste des espèces
Le genre regroupe 22 espèces :
- Vespa affinis Linnaeus, 1764
- Vespa analis Fabricius, 1775
- Vespa basalis Smith, 1852
- Vespa bellicosa Saussure, 1854
- Vespa bicolor Fabricius, 1787
- Vespa binghami Buysson, 1905
- Vespa crabro Linnaeus, 1758 - le Frelon européen ; espèce type pour le genre.
- Vespa ducalis Smith, 1852
- Vespa dybowskii André, 1884
- Vespa fervida Smith, 1859
- Vespa fumida van der Vecht, 1959
- Vespa luctuosa Saussure, 1854
- Vespa mandarinia Smith, 1852
- Vespa mocsaryana Buysson, 1905
- Vespa multimaculata Perkins, 1910
- Vespa orientalis Linnaeus, 1771 - le Frelon oriental
- Vespa philippinensis Saussure, 1854
- Vespa simillima Smith, 1868
- Vespa soror Buysson, 1905
- Vespa tropica Linnaeus, 1758
- Vespa velutina Lepeletier, 1836 - le Frelon asiatique
- Vespa vivax Smith, 1870

### Galerie

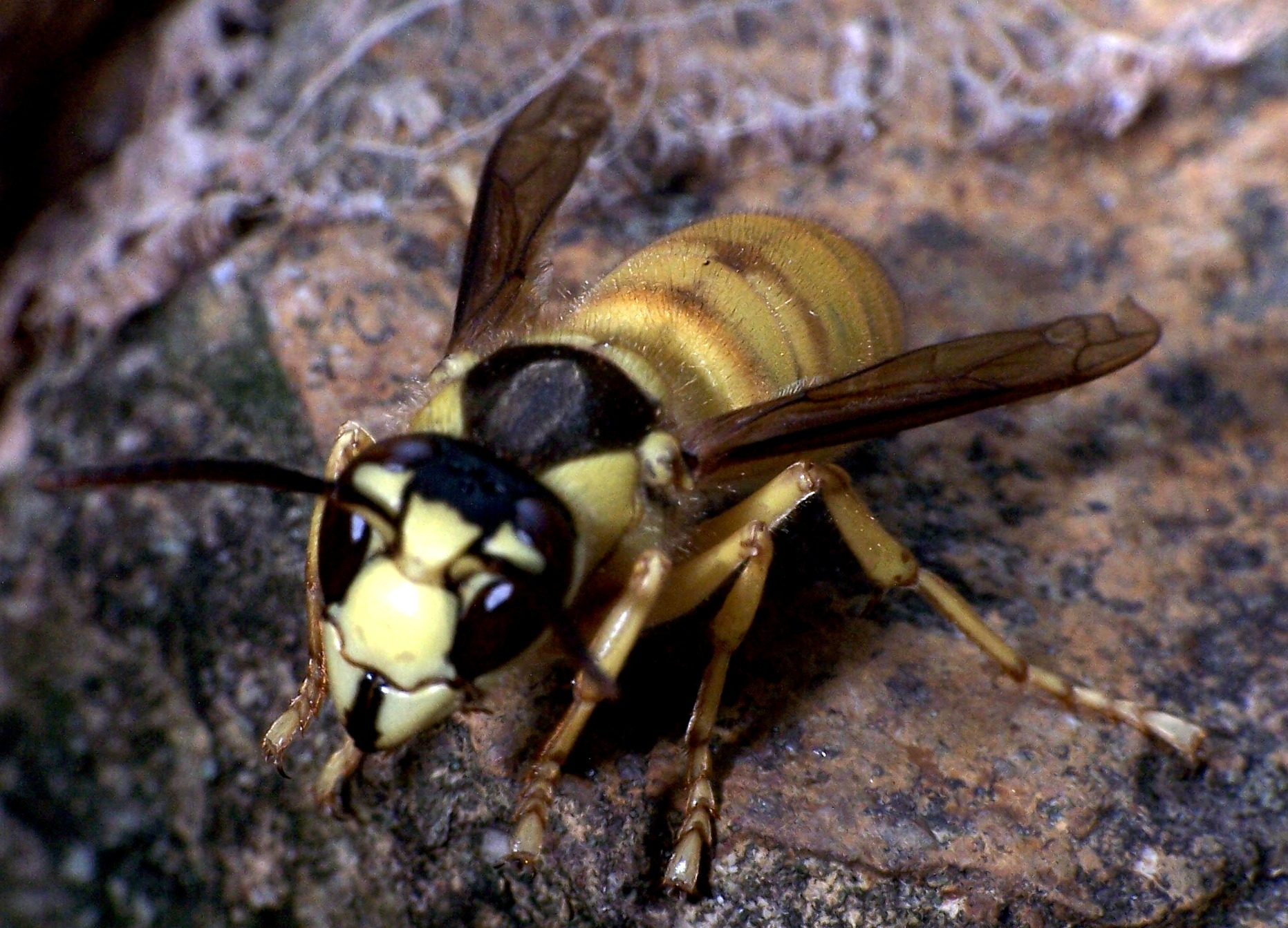
Vespa bicolor
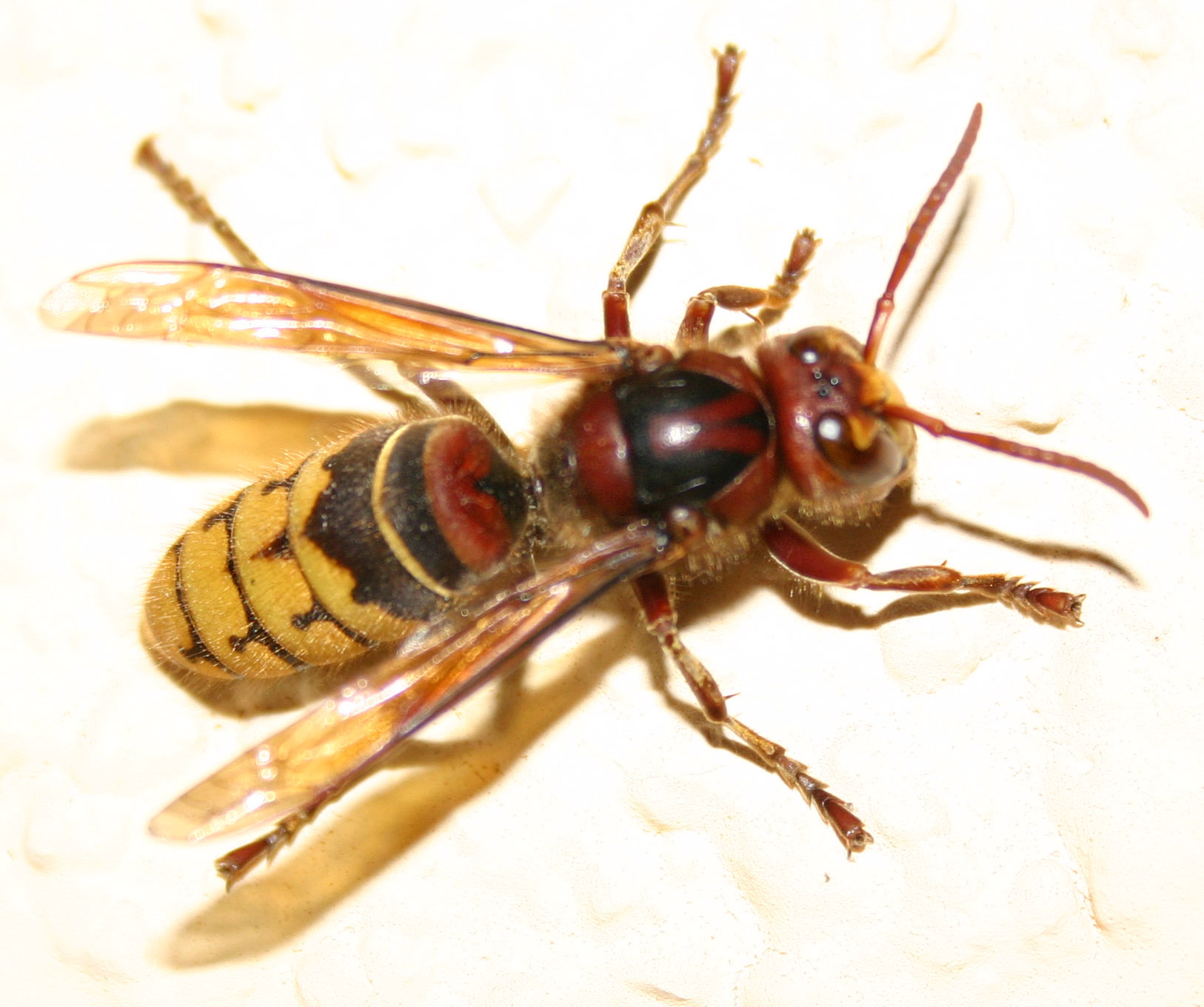
Vespa crabro
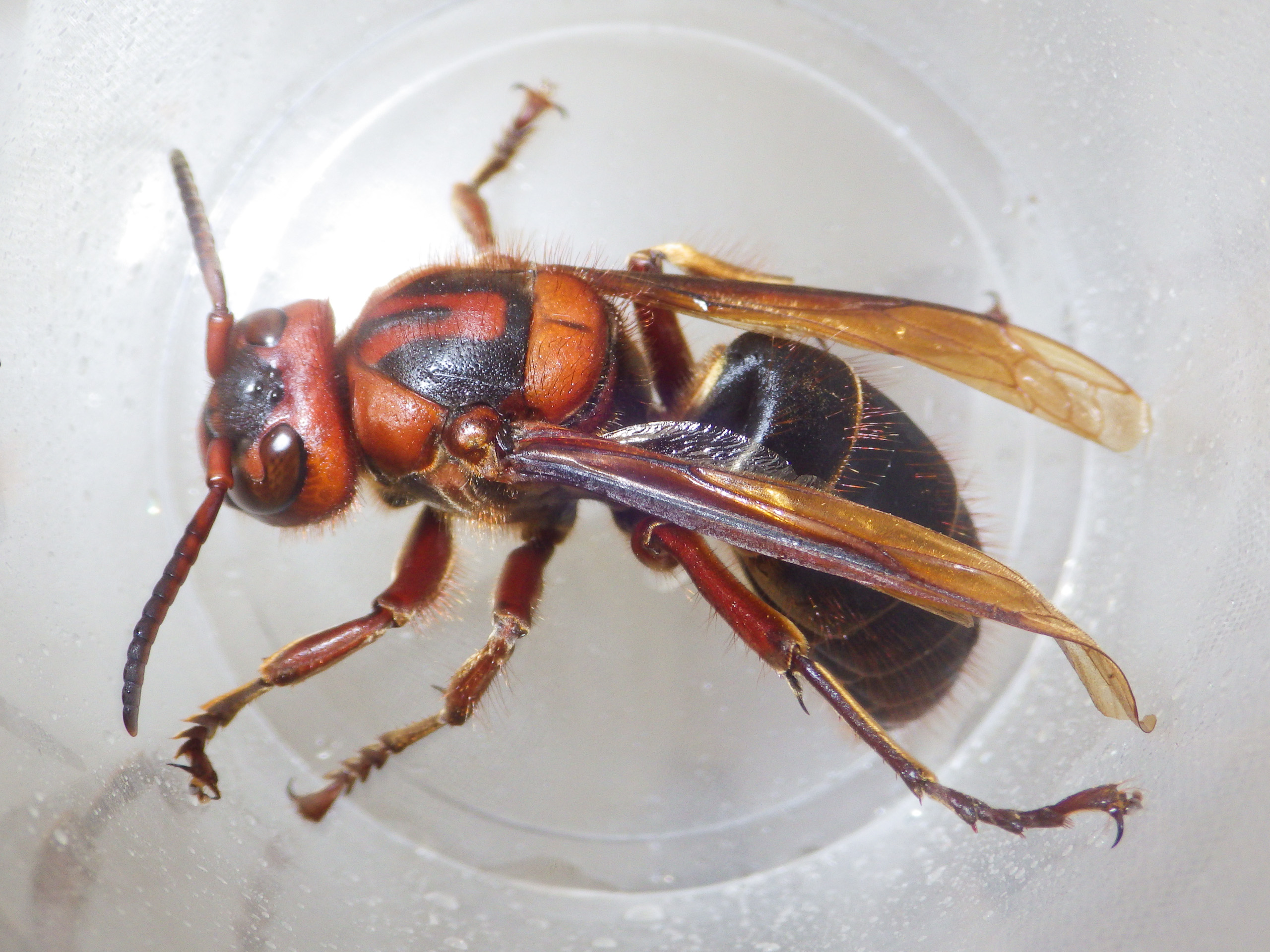
Vespa dybowskii
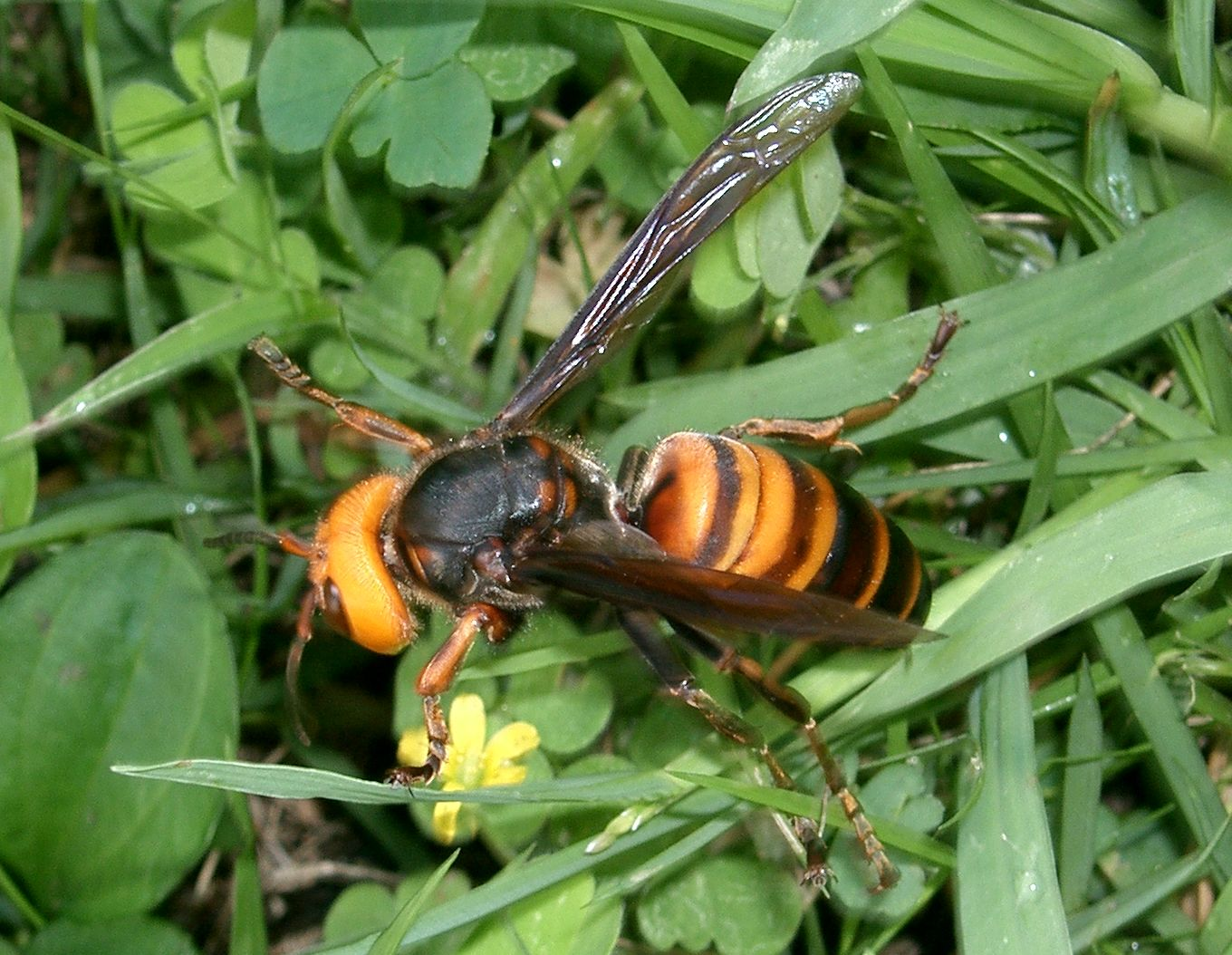
Vespa mandarinia
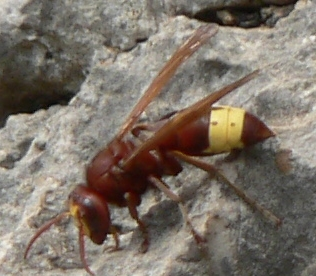
Vespa orientalis
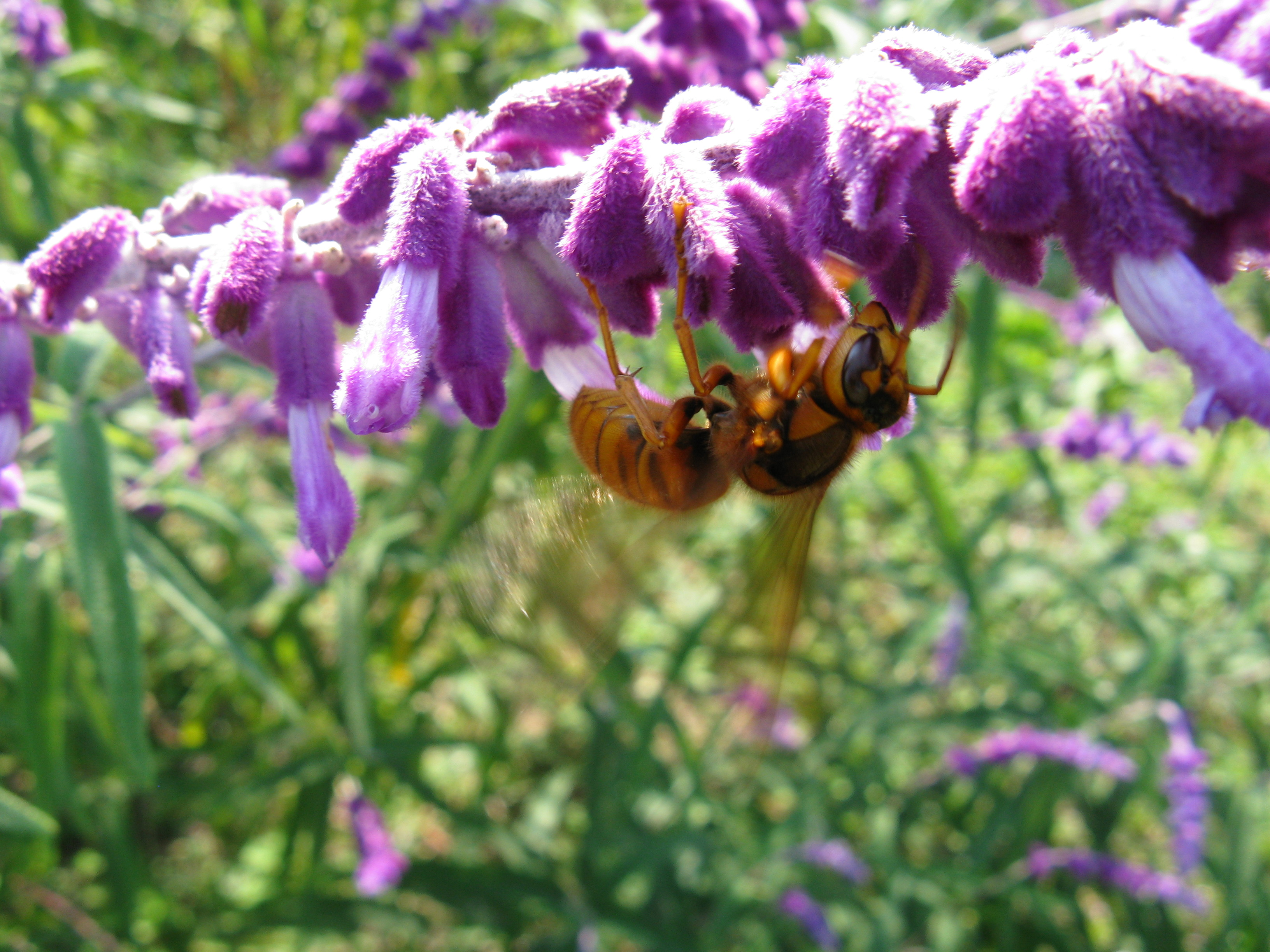
Vespa simillima
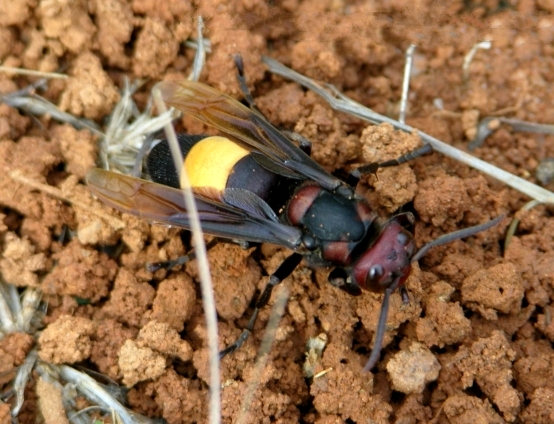
Vespa tropica
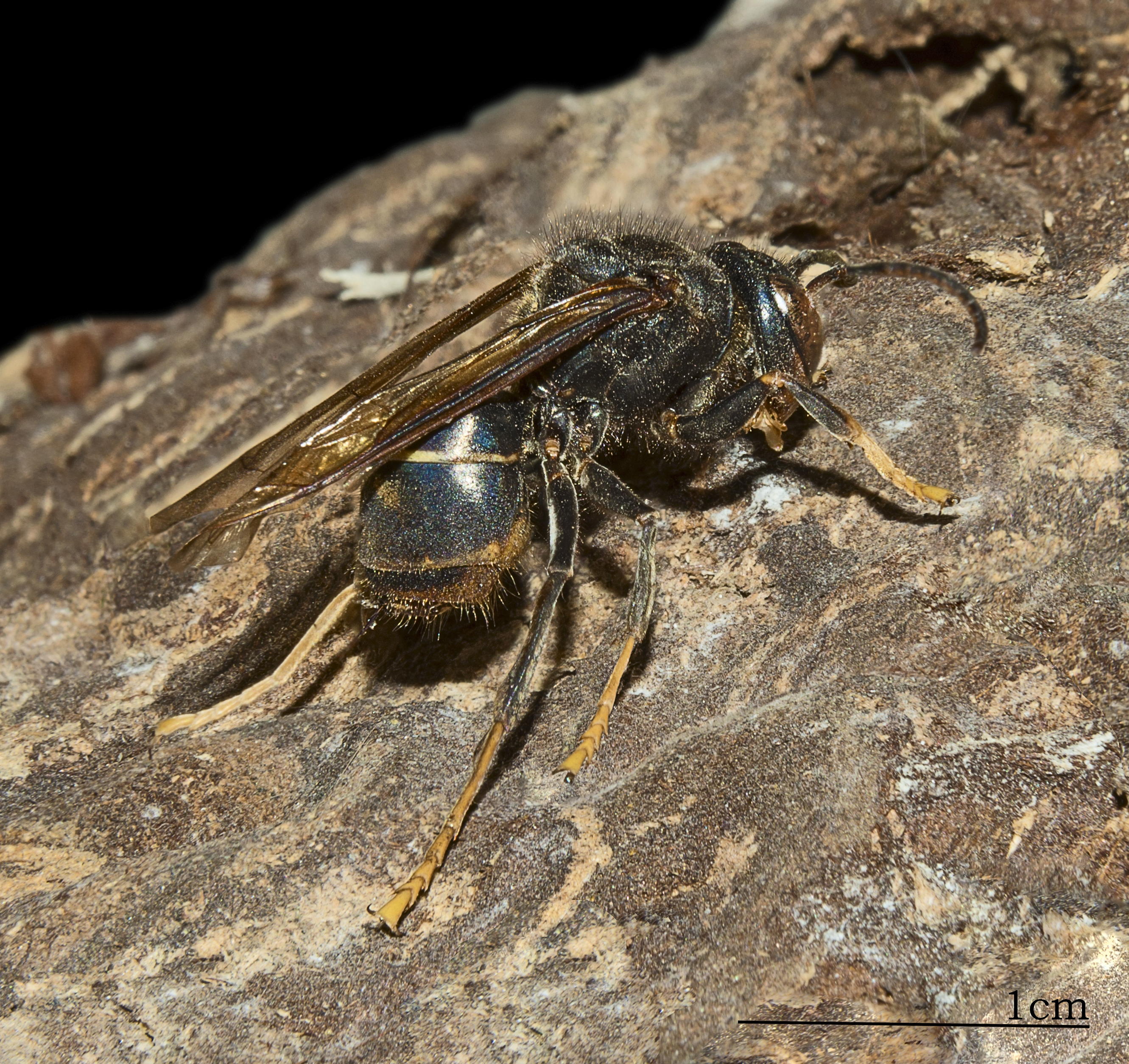
Vespa velutina nigrithorax, espèce invasive en France